# Cyperus chinsalensis
Cyperus chinsalensis är en halvgräsart som beskrevs av Dieter Podlech. Cyperus chinsalensis ingår i släktet papyrusar, och familjen halvgräs. Inga underarter finns listade i Catalogue of Life.